# Ann Walton Kroenke
Ann Walton Kroenke (nascida em 18 de dezembro de 1948) é uma herdeira da fortuna do Walmart. Kroenke e sua irmã, Nancy Walton Laurie, herdaram ações de seu pai, Bud Walton (falecido em 1995), que era irmão e um dos primeiros parceiros de negócios do fundador do Walmart Sam Walton. Ela é a dona do Denver Nuggets da NBA e do Colorado Avalanche da NHL.
Seu marido, Stan Kroenke, é o proprietário majoritário e CEO do Los Angeles Rams (NFL), Arsenal (Premier League), Colorado Rapids (Major League Soccer) e Colorado Mammoth (National Lacrosse League). Ann é proprietária do Colorado Avalanche (NHL) e do Denver Nuggets (NBA) para satisfazer as restrições de propriedade da NFL que proíbem o proprietário de um time de ter times em outros mercados.